# Houtem (Veurne)
|  | Per a altres significats, vegeu «Houtem». |

Houtem és un nucli de la ciutat de Veurne a la província Flandes Occidental de Bèlgica. El 2001 tenia 674 habitants a 12,71 km².

## Història
El primer esment escrit Houthem o Casa prop del bosc data de l'any 1187. El 1622, els ocupants castellans van construir-hi una resclosa de desguàs al Bergenvaart per a protegir la regió de Veurne contra el risc d'inundació per les aigües de desguàs de la ciutat flamenca de Sint-Winoksbergen (annexionada definitivament per França el 1658). La inundació sovint va servir d'arma durant les campanyes militars força freqüents a aquesta regió. L'última vegada serà durant la Primera Guerra Mundial a la batalla d'Ieper.

## Geografia
Es troba als marges del canal Bergenvaart que hi travessa la frontera amb França. Toca a la ciutat d'Hondschoote a Flandes francès. El poble depenent de l'agricultura s'ha força despoblat: de 1846 a 2007 el nombre d'habitants va baixar de 1727 a 671.